# درخونگاه (فیلم)
درخونگاه فیلمی به کارگردانی سیاوش اسعدی، نویسندگی نیما نادری و سیاوش اسعدی و تهیه‌کنندگی منصور سهراب‌پور محصول سال ۱۳۹۶ است. این فیلم در سال ۱۳۹۷ در سی و هفتمین دوره جشنواره فیلم فجر به نمایش درآمده است.

## داستان
رضا (امین حیایی) پس از هشت سال کار کردن از ژاپن برمی‌گردد. سال ۱۳۷۰. محله درخونگاه. خانواده فقیر و آشفته. رضا از ژاپن پول زیادی فرستاده‌است و حالا با زخم‌هایی بر جسم و روح برگشته که با آنها خانه و محله را بسازد. آقایی کند. می‌خواهد ارباب باشد. برادر دوقلوی رضا، مهدی جزء مفقودان جنگ است و سه سال پس از پایان جنگ هنوز خبری از او نیست. رضا که می‌آید همه چیز دگرگون می‌شود. او پی پول‌هایش هست و انگار اتفاقی برای آنها افتاده. تا پایان فیلم یکی یکی رازهای مگو فاش می‌شود. خبری از پول نیست. و رضا دوباره می‌رود…

## بازیگران
| بازیگر          | نقش         |
| --------------- | ----------- |
| امین حیایی      | رضا میثاق   |
| ژاله صامتی      | طاووس       |
| مهراوه شریفی‌نیا | ملیحه میثاق |
| محمود جعفری     | موسی میثاق  |
| نادر فلاح       | امیر ریزه   |
| پانته‌آ پناهی‌ها  | شهرزاد      |
| منصور شهبازی    | ابراهیم     |
| فاطمه مرتاضی    | خورشید      |
| علیرضا استادی   | فهیم        |
| افشین سنگ‌چاپ    | املاکی      |
| جمشید هاشم‌پور   | کاظم        |

## جشنواره‌ها

### سی و هفتمین دوره جشنواره فیلم فجر
| قسمت                      | نامزد          | نتیجه    |
| ------------------------- | -------------- | -------- |
| بهترین بازیگر نقش اول مرد | امین حیایی     | نامزدشده |
| بهترین بازیگر نقش اول زن  | ژاله صامتی     | نامزدشده |
| بهترین بازیگر نقش مکمل زن | پانته‌آ پناهی‌ها | نامزدشده |

### بیستمین دوره جشن حافظ
| قسمت              | نامزد           | نتیجه    |
| ----------------- | --------------- | -------- |
| بهترین فیلم       | منصور سهراب پور | نامزدشده |
| بهترین کارگردانی  | سیاوش اسعدی     | نامزدشده |
| بهترین بازیگر مرد | امین حیایی      | نامزدشده |
| بهترین بازیگر زن  | ژاله صامتی      | برنده    |
| بهترین بازیگر زن  | پانته‌آ پناهی‌ها  | نامزدشده |
| بهترین موسیقی متن | فرزین قره گزلو  | نامزدشده |